# Huangyuania tibetana
Huangyuania tibetana är en spindelart som först beskrevs av Hu och Li 1987.  Huangyuania tibetana ingår i släktet Huangyuania och familjen trattspindlar. Inga underarter finns listade i Catalogue of Life.